# IC 1537
IC 1537 је дио галаксије (напримјер сјајан HII регион) у сазвјежђу Вајар која се налази на листи објеката дубоког неба у Индекс каталогу.
Деклинација објекта је - 39° 15' 39" а ректасцензија 0h 15m 49,5s. IC 1537 је још познат и под ознакама ESO 294-1, , PGC 1050.